# Епелхајм
Епелхајм (њем. Eppelheim) град је у њемачкој савезној држави Баден-Виртемберг. Једно је од 54 општинска средишта округа Рајн-Некар. Према процјени из 2010. у граду је живјело 14.589 становника. Посједује регионалну шифру (AGS) 8226018.

## Географски и демографски подаци
Епелхајм се налази у савезној држави Баден-Виртемберг у округу Рајн-Некар. Град се налази на надморској висини од 110 метара. Површина општине износи 5,7 km². У самом граду је, према процјени из 2010. године, живјело 14.589 становника. Просјечна густина становништва износи 2.559 становника/km².